# Viddalba
Viddalba (sardisk: Vidda 'ècchja) er en by og en kommune (comune) i provinsen Sassari i regionen Sardinien i Italien. Byen ligger i 22 meters højde og har 1.718 indbyggere (2016). Kommunen har et areal på 50,41 km² og grænser til kommunerne Aggius, Badesi, Bortigiadas, Trinità d'Agultu e Vignola, Santa Maria Coghinas og Valledoria.